# Тонтич, Стеван
Стеван Тонтич (серб. Стеван Тонтић, 30 декабря 1946, Грдановци, Сански-Мост — 12 февраля 2022, Нови-Сад) — боснийский писатель и переводчик.

## Биография
Тонтич изучал философию и социологию в Сараево, где позже жил и работал редактором. После осады Сараева в 1992 году он оставался в изгнании в Германии до своего возвращения в 2001 году. В своих произведениях он часто писал о крушении южнославянских цивилизаций. Он также повествует о своём опыте войны и изгнания.
Он умер 12 февраля 2022 года в возрасте 75 лет.

## Работы
- Handschrift aus Sarajevo (1998)
- Sonntag in Berlin (2000)
- Im Auftrag des Wortes. Texte aus dem Exil (2004)
- Der tägliche Weltuntergang (2015)

Его литературное творчество является частью общего наследия сербов, хорватов, черногорцев и боснийцев.

## Награды
- Поэтическая премия Хорста Бинека (2000)[7]
- Премия имени Хильды Домин (2001)[8]
- Премия Гейдельберга Баварской академии изящных искусств (2012)[9]
- Премия Райнера Кунце[нем.] (2019)[10]